# Rastede
Rastede – gmina samodzielna (niem. Einheitsgemeinde) w Niemczech, w kraju związkowym Dolna Saksonia, w powiecie Ammerland.

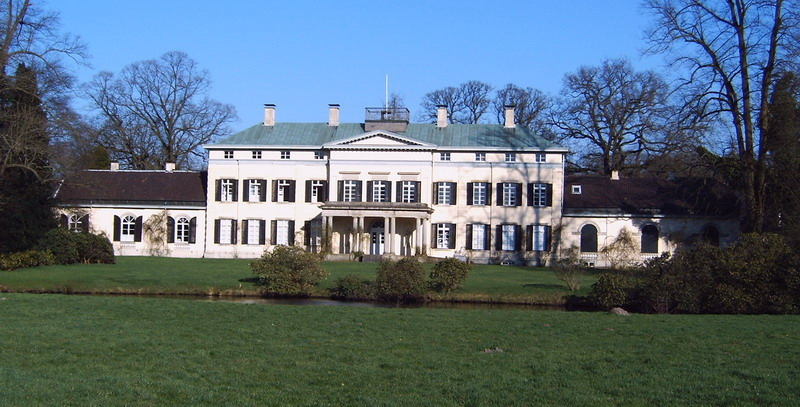
Zamek w Rastede

## Dzielnice
W skład obszaru gminy wchodzą następujące dzielnice:
| - Barghorn - Bekhausen - Delfshausen - Hahn-Lehmden - Hankhausen I - Hankhausen II - Heubült - Hostemost - Ipwege - Ipwegermoor - Kleibrok - Kleinenfelde - Lehmdermoor | - Leuchtenburg - Liethe - Loy - Nethen - Neusüdende I - Neusüdende II - Rastede I - Rastede II - Rastederberg - Südende I - Südende II - Wahnbek - Wapeldorf |